# Sphaerellothecium
Sphaerellothecium Zopf (sferelotecium) – rodzaj grzybów z rodziny Mycosphaerellaceae. Liczne gatunki to grzyby naporostowe.

## Systematyka i nazewnictwo
Pozycja w klasyfikacji według Index Fungorum: Mycosphaerellaceae, Mycosphaerellales, Dothideomycetidae, Dothideomycetes, Pezizomycotina, Ascomycota, Fungi.
Nazwa polska według W. Fałtynowicza.
Gatunki występujące w Polsce:
- Sphaerellothecium coniodes (Nyl.) Cl. Roux & Diederich 1994 – sferelotecium grzybinkowe
- Sphaerellothecium minutum Hafellner 1993 – sferelotecium drobne
- Sphaerellothecium propinquellum (Nyl.) Cl. Roux & Triebel 1994 – sferelotecium misecznicowe

Nazwy naukowe na podstawie Index Fungorum. Nazwy polskie według W. Fałtynowicza.